# Королевская биржа ценных бумаг Бутана
Королевская биржа ценных бумаг Бутана — единственная фондовая биржа в королевстве, одна из самых маленьких в мире, расположена в столице страны. Рыночная капитализация около 171 млн долларов США; 19 компаний, прошедших листинг. Средства предоставлены Банком Бутана и Королевской страховой компанией Бутана. Королевская биржа ценных бумаг Бутана является членом Южноазиатской федерации бирж.